# 柳谷謙治
柳谷謙治（やなぎやけんじ、1919年〈大正8年〉3月 - 2008年〈平成20年〉2月29日）は、日本の海軍軍人、飛行士。北海道出身。
1943年（昭和18年）の米軍による山本五十六奇襲戦死（海軍甲事件）に際して護衛をしていた6人のパイロットの1人であり、唯一存命で終戦を迎えた人物である。

## 概要
1919年（大正8年）北海道中川郡美深村（現：美深町）恩根内出身。その後家族で樺太に移った後、海軍に入隊。
1943年（昭和18年）4月17日、翌日に日本海軍の制空権下ににあったブーゲンビル島、ショートランド島の前線航空基地の将兵の労をねぎらうため、ラバウル基地からブーゲンビル島のブイン基地を経て、ショートランド島の近くにあるバラレ島基地に赴く山本五十六の護衛を任され、翌日の護衛中に海軍甲事件に巻き込まれる。
事件ののち、護衛パイロットらは連日のように出撃を命じられ、4人が死亡。1人も2年後に戦死し、柳谷のみが山形県北村山郡東根町（現：東根市）の神町飛行場（現：陸上自衛隊神町駐屯地）で生きて終戦を迎えた。しかし、この時柳谷はガダルカナル島近郊の空中戦で米軍の銃撃を受けて右手を失っていた。
戦後は東京都内で不動産業を営み、2008年（平成20年）に老衰で亡くなった。
1989年（平成元年）8月には、出身地の美深町恩根内地区に、「不滅の零戦魂　柳谷謙治之碑」が、陸軍士官学校出身の当時の町議会議長が私財を投じて建立されている。